# Павшино (станция)
Па́вшино — железнодорожная станция Рижского направления Московской железной дороги в городе Красногорске Московской области. Входит в Московско-Смоленский центр организации работы железнодорожных станций ДЦС-3 Московской дирекции управления движением. По основному характеру работы является грузовой, по объёму работы отнесена ко 2 классу. Входит в состав линии МЦД-2 Московских центральных диаметров.
Находится в 22 км от Рижского вокзала.
Станция была открыта в 1906 году. Своё название получила по древнему (первое упоминание — 1462 год) селу, позже вошедшему в состав нынешнего Красногорска. Первоначально, здесь — на Московско-Виндавской железной дороге был устроен разъезд, который затем преобразован в железнодорожную станцию.
Станция была в составе первого на Рижском направлении участка Рижский вокзал — Нахабино, электрифицированного в 1945 году.
Расположена недалеко от Волоколамского и Ильинского шоссе. Название получила от ранее существовавшего одноимённого села, вошедшего в состав Красногорска. Выходы на улицу Вокзальную, Железнодорожный переулок.
Имеется прямое сообщение на Курское направление. На запад беспересадочное сообщение осуществляется до станции Шаховская, на восток — до станций Москва-Рижская и Тула-1-Курская.
Пассажирская платформа единственная, островная. Относится к 3-й тарифной зоне. На станции установлены турникеты для прохода пассажиров, кассово-турникетные павильоны расположены у восточного окончания платформы, с обеих сторон железнодорожной насыпи. Павильоны соединены с платформой подземным переходом, разделённым забором на две части. По одной из них осуществляется вход на платформу, по другой — переход через железнодорожные пути. Время движения с Рижского вокзала — 37 минут, с Курского — 47 минут.

## Путевое развитие
Станция имеет 2 главных, 5 приёмоотправочных, 2 погрузоразгрузочных пути, 11 подъездных путей необщего пользования (всего 20 путей). Имеется 24 централизованных стрелочных перевода, уложенных на бетон.

## Персонал
В штате Московской дирекции управления движением ОАО «РЖД» состоит 20 железнодорожников, включая начальника станции, 5 дежурных по станции, 3 оператора при дежурном, 5 составителей поездов, 6 приёмосдатчиков груза и багажа. Маневровый тепловоз обслуживает станции Павшино и Нахабино, локомотивная бригада депо им. Ильича (ТЧ-18) в штате Московской дирекции тяги.
Начальник станции — Пётр Андреевич Федосеев (с октября 2012 года).

## Грузовая работа
Доходы станции от грузовой работы — 120 млн рублей в год. Основные клиенты: компания «Knauf», Красногорская топливная компания, завод «Бецема», полиграфический комплекс «Экстра М».
В связи со значительным увеличением объёмов грузовой работы в апреле 2013 года класс станции повышен с третьего до второго.

## Общественный транспорт
Около станции находятся конечные остановки автобусов и маршрутных такси. Большинство автобусных маршрутов дублируются маршрутными такси.